# Vesborg
Vesborg var en borg, der blev grundlagt af kong Valdemar Atterdag i 1360'erne på den sydvestlige kyst af Samsø i Danmark. Borgen eksisterede kun i en ganske kort periode, og den er i dag væk med undtagelser af fragmentariske ruiner. Der blev opført et fyrtårn på stedet i 1858; Vesborg Fyr.

## Historie
Opførslen af Vesborg blev igangsat efter Gammel Brattingsborg i 1289. Kronen manglede en fæstning på den strategisk vigtige ø. Den blev opført fra 1367-1370 på en kunstig bakketop på øens sydvestligste punkt med godt udsyn til havet og det omkringliggende landskab,hvorfra man har kunnet set skibe sejlede igennem Lillebælt og Storebælt. Der findes kun få skrevne kilder, der beskrive Vesborg, men den nævnes omkring 1370, hvor Henrik von der Osten er lensmand på borgen. Det er den største af de femte kendte middelalderborge på Samsø, og borgbanken er en af de største i landet. 
Borgen blev formentlig nedlagt allerede omkring 1420, da Samsø blev lagt ind under Kalundborg Len.
I 1858 begyndte man at opføre Vesborg Fyr oven på borgbanken.
En akvarel af Magnus Petersen fra 1874 viser en murrest af munkesten, men julenat i 1875 styrtede denne i havet.
I 2009 blev der udført arkæologiske udgravninger af stedet som en del af et større projekt der omhandlede alle borgene på Samsø i et samarbejde mellem Nationalmuseet, Moesgaard Museum og Økomuseum Samsø samt kulturstyrelsen.

## Beskrivelse
Hovedbanken har været beskyttet af tre volde og voldgrave, der har været op til 10,5 m dyb og 20 m bred. en stor del af bogbanken er i dag nedbrudt af erosion. Borgen har haft et porttårn og en vindebro over voldgraven Adgang til borgen er foregået fra østsiden af borgbanken, og her er blevet fundet en ca. 4 m bred stenbelagt adgangsvej.

## Andet
Samsølinjen navngav i 1995 deres nye færge M/F Vesborg efter borgen. I dag sejler færgen til Læsø og hedder Ane Læsø.[kilde mangler]